# Jean-Luc Laurent
Jean-Luc Laurent (ur. 23 czerwca 1957 w Paryżu, zm. 11 stycznia 2024) – francuski polityk, działacz partyjny i samorządowiec, parlamentarzysta, przewodniczący Ruchu Obywatelskiego i Republikańskiego (2010–2024).

## Życiorys
Z wykształcenia inżynier górnictwa. W 1977 wstąpił do Partii Socjalistycznej. Odszedł z tego ugrupowania w pierwszej połowie lat 90. wraz z Jeanem-Pierre'em Chevènementem. W latach 1995–2016 pełnił funkcję mera miejscowości Le Kremlin-Bicêtre. Od 1998 do 2010 zajmował stanowisko wiceprzewodniczącego rady regionalnej Île-de-France, odpowiadając za kwestie mieszkalnictwa. Przez kolejne dwa lata był radnym i specjalnym przedstawicielem prezydenta regionu Jeana-Paula Huchona.
Był również sekretarzem krajowym Ruchu Obywatelskiego i Republikańskiego, w czerwcu 2010 został wybrany na nowego przewodniczącego tej partii, zastępując jej założyciela Jeana-Pierre'a Chevènementa. W wyborach w 2012 uzyskał mandat posła do Zgromadzenia Narodowego XIV kadencji w jednym z okręgów Doliny Marny. Od 2020 do czasu swojej śmierci ponownie zajmował stanowisko mera Le Kremlin-Bicêtre.